# Sint-Theresia van het Kind Jezuskerk (Ottomont)

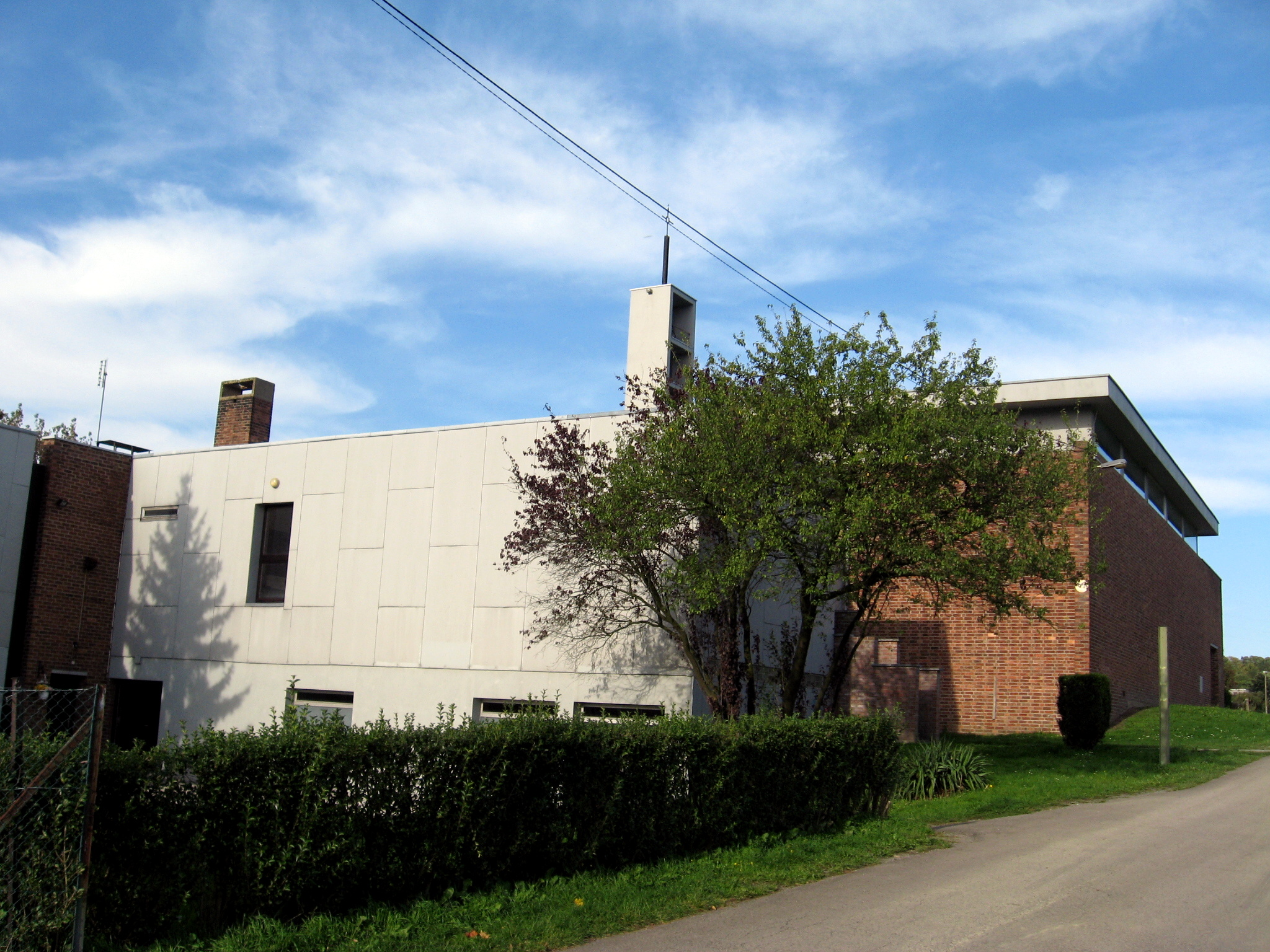
Sint-Theresia van het Kind Jezuskerk

De Sint-Theresia van het Kind Jezuskerk (Église Sainte-Thérèse de l'Enfant Jézus) is de parochiekerk van de in de deelgemeente Andrimont van de Belgische gemeente Dison gelegen buurtschap Ottomont, gelegen aan de Rue Albert de 't Serclaes (Sentier Noir).
De kerk werd in de jaren '60 van de 20e eeuw gebouwd voor een uitbreidingswijk die Nouveau Monde genoemd werd. Het is een doosvormig bouwwerk in modernistische stijl. Baksteen en beton zijn de materialen die voor de bouw werden gebruikt. De kerk heeft een open betonnen klokkentoren.